# 戸谷洋
戸谷 洋（とや ひろし、1923年 - 2002年12月6日）は、日本の地理学者、理学博士。旧・東京都立大学名誉教授。専門は自然地理学。

## 来歴
1923年に東京府で生まれる。第一東京市立中学校、旧制浦和高等学校を経て、東京大学へ進学し、辻村太郎、多田文男などに師事する。その後、東京都立大学理学部地理学教室助手となり、後に教授に就任する。1986年に同大学を退官後は、帝京大学教授などを歴任した。
1957年には、観測船宗谷で第一次南極観測隊に吉川虎雄などとともに夏隊隊員として参加した。これは、昭和基地構築のための先遣隊として、日本隊で初めてオングル島の同地の選定調査をするものであった。また、アフリカの地形調査へ赴くなど、探検家として日本の先駆的存在の一人である。
専門分野として地形学、地誌学、地生態学などを研究し、1962年に論文『赤土(関東ローム)の地理学的意義』で理学博士（東北大学）を授与されている。